# Altiverruca galapagosa
Altiverruca galapagosa is een zeepokkensoort uit de familie van de Verrucidae. De wetenschappelijke naam van de soort is voor het eerst geldig gepubliceerd in 1987 door Zevina.